# Trapeze (1970)
Trapeze è l'eponimo album in studio di debutto del gruppo musicale britannico Trapeze, pubblicato nel 1970.

## Tracce
1. It's Only a Dream – 0:42 (Mel Galley)
2. The Giant's Dead Hoorah! – 3:32 (Glenn Hughes)
3. Over – 3:36 (John Jones, Galley)
4. Nancy Gray – 2:47 (Hughes)
5. Fairytale/Verily Verily/Fairytale – 7:39 (Jones, Galley)
6. It's My Life – 2:47 (Jones, Galley)
7. Am I – 3:07 (Hughes)
8. Suicide – 4:49 (Jones, Galley)
9. Wings – 3:28 (Hughes, Terry Rowley)
10. Another Day – 2:35 (Galley, Hughes, Jones)
11. Send Me No More Letters – 4:32 (Rowley)
12. It's Only a Dream (reprise) – 0:37 (Galley)

## Formazione
- Glenn Hughes – basso, chitarra, piano, trombone, voce
- Mel Galley – chitarra, basso
- Dave Holland – batteria
- Terry Rowley – organo, chitarra, piano, flauto
- John Jones – tromba, voce